# Pistola de bolsillo

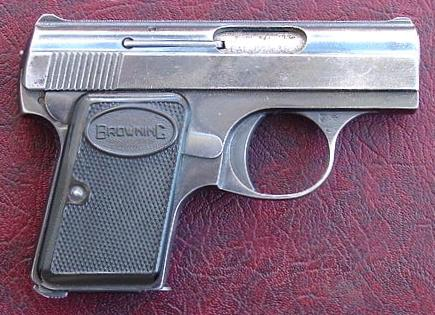
Una pistola Baby Browning .25 ACP

Una pistola de bolsillo, es cualquier pistola semiautomática lo suficientemente pequeña para ser guardada en un bolsillo (o más raramente, pequeños revólveres o derringers ), apta para llevar oculta (según la legislación), en un abrigo, chaqueta o pantalón.

## Modelos

### Pistolas semiautomáticas
- AMT Backup
- Beretta 21 Bobcat
- Beretta 950B
- Beretta 3032 Tomcat
- Bersa Thunder 380
- Bryco Arms

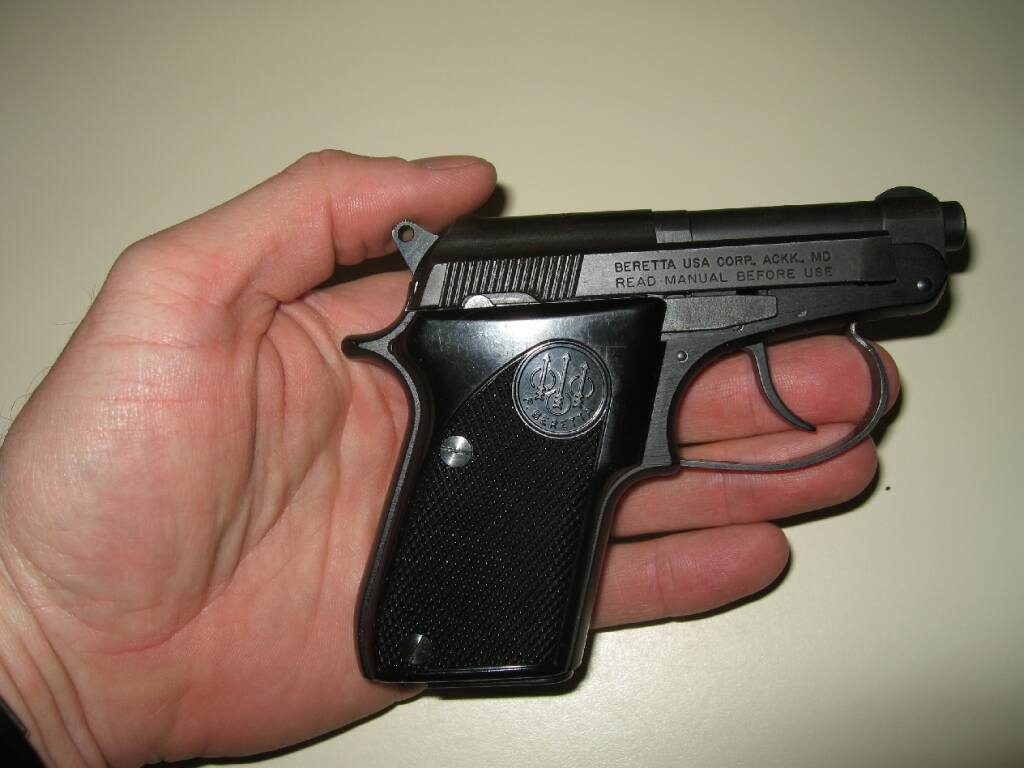
Beretta modelo 21.

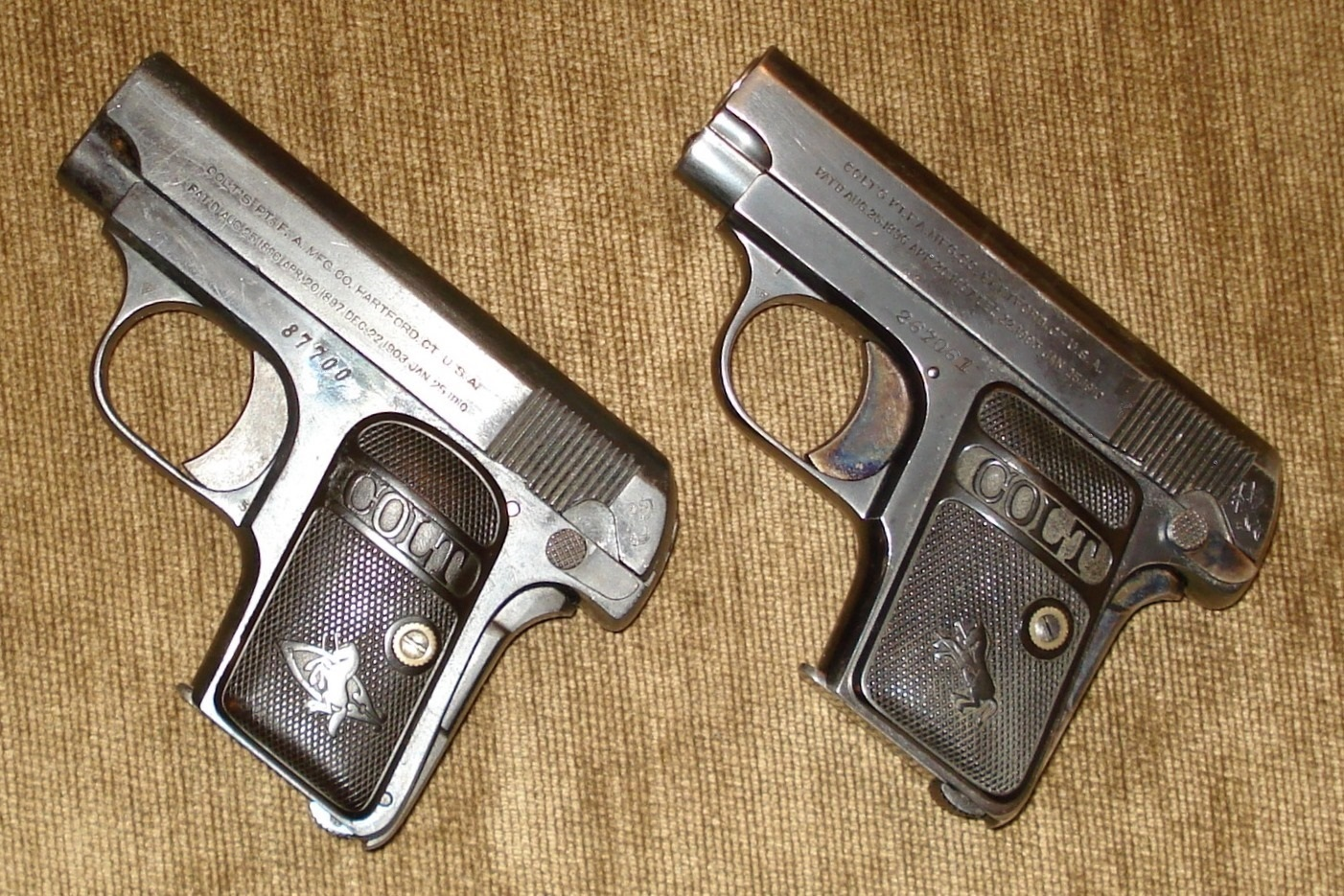
Dos variantes de la Colt Model 1908 Vest Pocket.

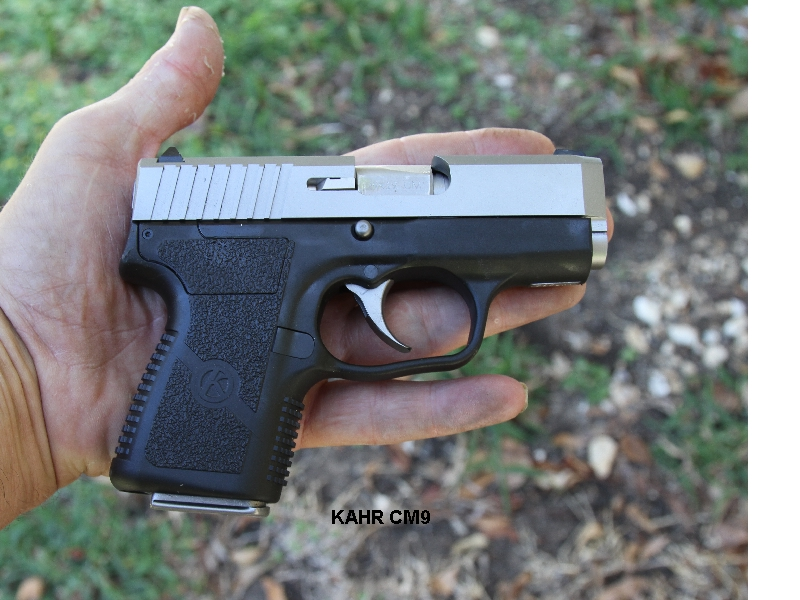
Kahr CM9 subcompacta de 9x19mm.

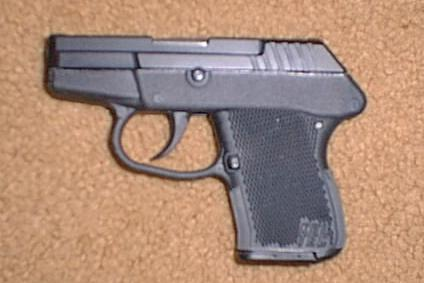
Pistola semiautomática Kel-Tec P-32.

- Colt Modelo 1903 Pocket Hammer

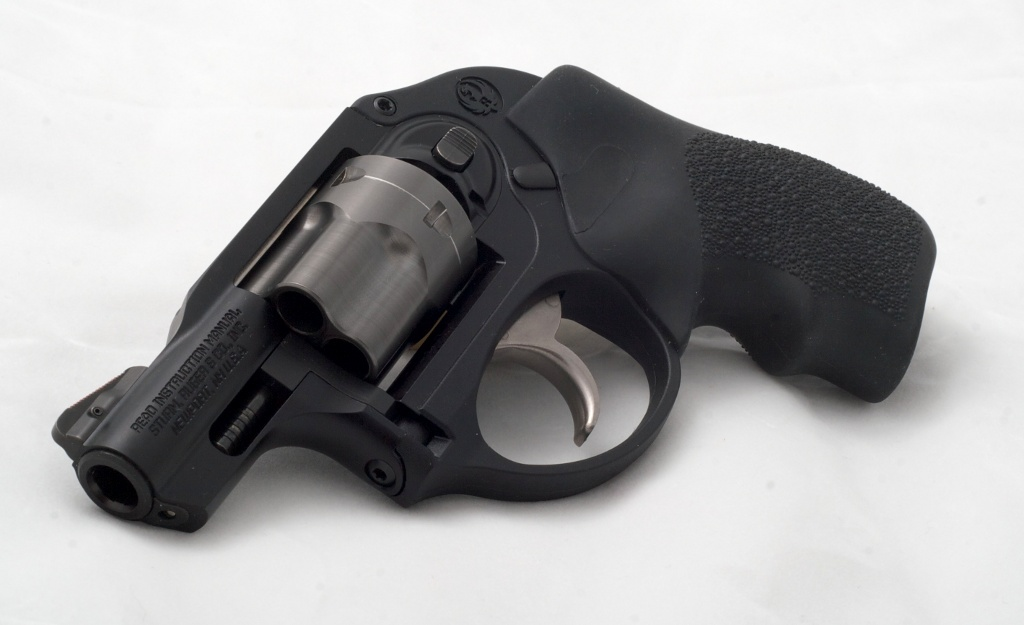
Ruger LCR en 38 Especial +P

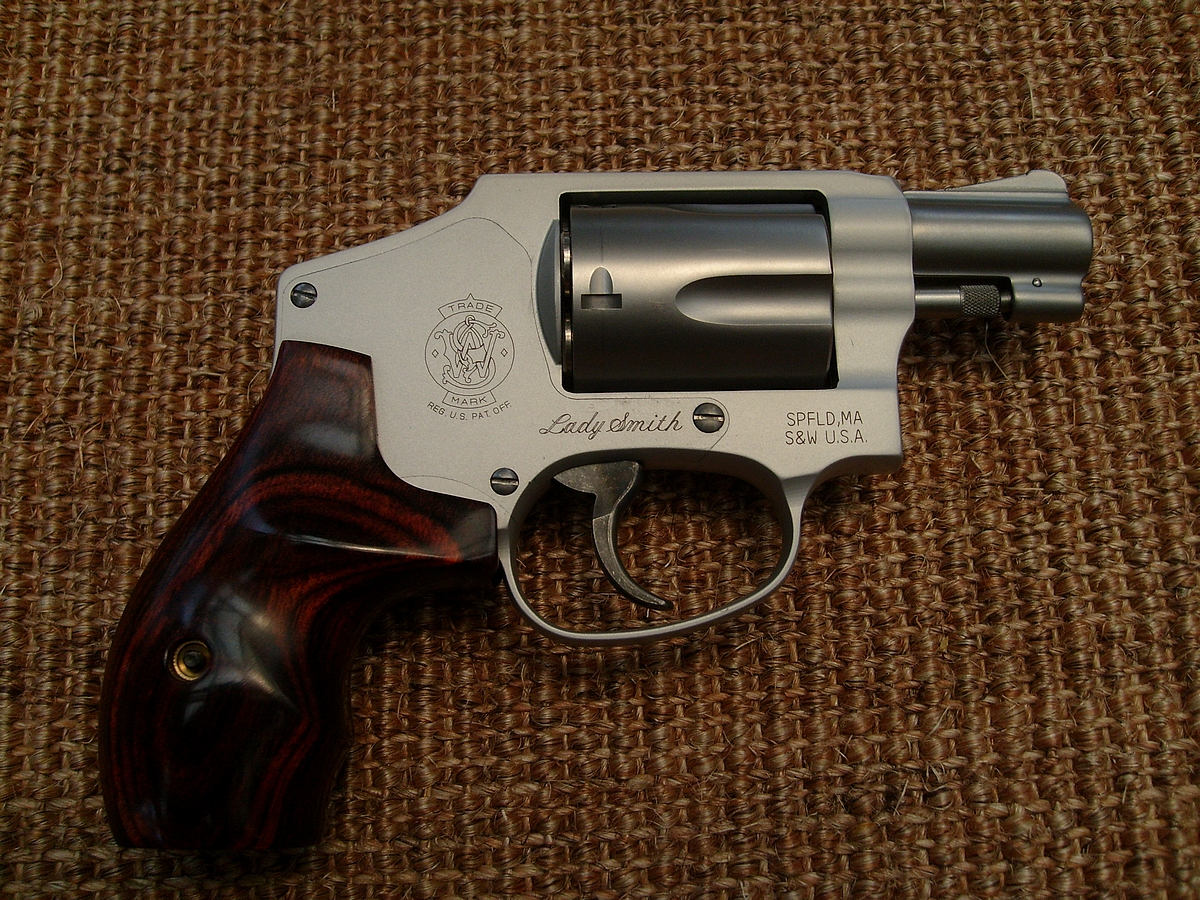
S&W Modelo 642 LS Ladysmith

- Colt Modelo 1903 Pocket Hammerless
- Colt Modelo 1908
- Diamonback DB9
- FN M1903
- Modelo FN 1905
- Modelo FN 1910
- FN Baby Browning
- Heckler & Koch P7
- Kahr P380, P9, P40, P45
- Kahr K9
- Kahr CW380
- Kahr CW9
- kahr MK9
- Kahr PM9, PM40, PM45
- Kel-Tec PF-9
- Kel-Tec P-11
- Kel-Tec P-32
- Kel-Tec P-3AT
- Kimber Solo
- Glock 26, 27, 36 y variantes
- Makarov
- Ortgies
- Raven Arms MP-25
- Ruger LCP
- Ruger LC9
- Rohrbaugh R9
- Seecamp LWS32 /LWS38 .
- SIG Sauer P238
- SIG Sauer P290
- M&P Bodyguard 380
- Springfield Armory XD-S
- Taurus TCP
- Wather PP

### Revólveres

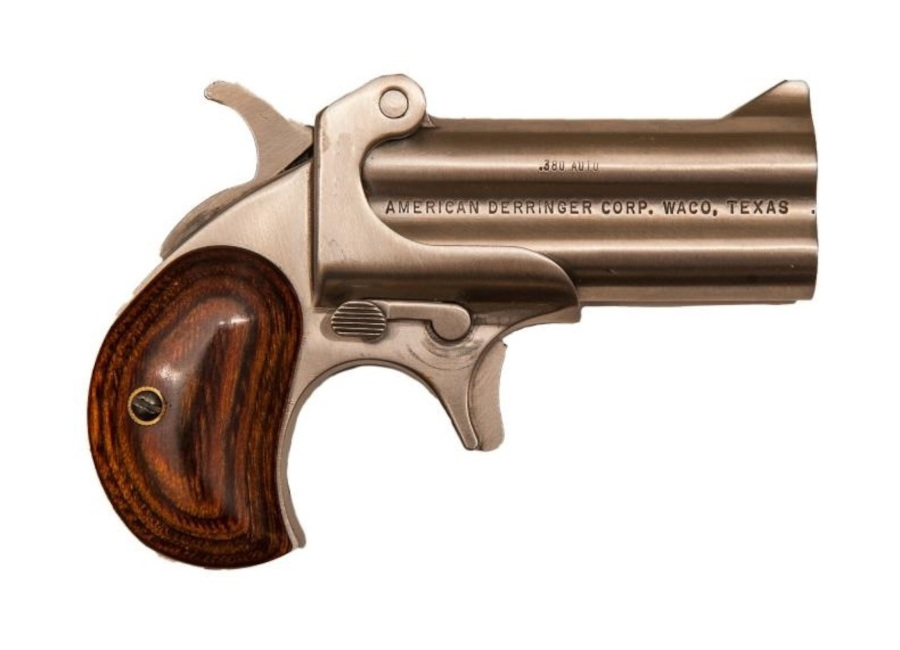
American Derringer M1 cal .380 ACP.

- Armas de la carta
- cobra potro
- Colt Detective Special
- Serie Kimber K6
- Ruger LCR
- Ruger SP101
- Smith & Wesson modelo 36
- Smith & Wesson Modelo 340PD
- Smith & Wesson Modelo 640
- Smith & Wesson Bodyguard
- Smith & Wesson Centennial
- Smith & Wesson Safety Hammerless
- Taurus Modelo 85
- Velo-dog

### Derringers
- Remington modelo 95
- American Derringer M1
- Bond Arms
- Davis D
- DoubleTap Derringer
- High Standard D100